# ヨット

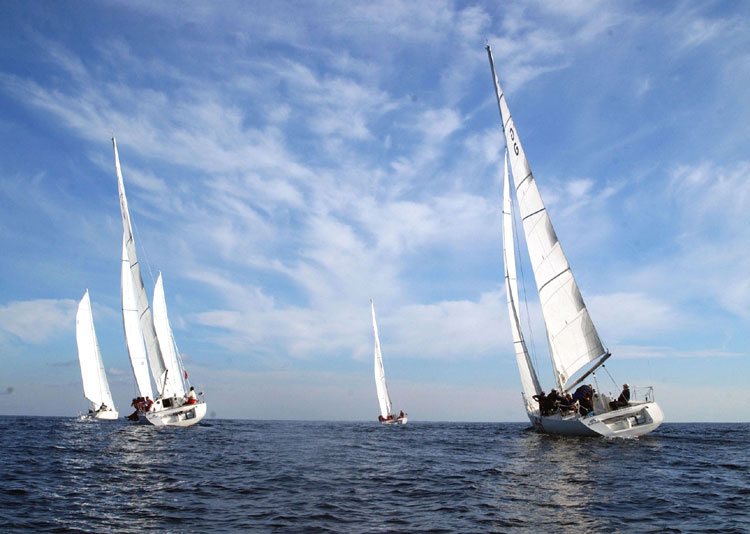
小型の帆船としてのヨット

ヨット（英: yacht）は、レジャー用船艇を広く意味する言葉で、その中でも特に次の2つを指す。
1. 個人船としては大型で豪華な遊行船。
2. 縦帆を使った小型の帆船（≒ sailing yacht, en:sailboat）。スポーツ用舟艇の性質が強く、レースにも使われる。

英語では、単に yacht（原語：オランダ語の jacht）といえば主に 1. を意味するが、日本においては「ヨット」といった場合 2. の意味で用いられることが多い。
本項目では主に 2. について解説する。

## ヨット（遊行船）
英語では、単に yacht と言えば主にこの意味である。後述の、小型帆船の一種を示す yacht の英語においての由来が、英国王室の非軍用船であったことからの「豪華な遊行船」という意味である。日本では御座船と呼ばれる貴人向けの遊行船が存在した。
現代では富裕層に一定の需要があるためナウティキャットやフェレッティなどの専門メーカーが、快適装備が整ったヨットの製造を行っている。また価格を抑えたプレジャーボートも釣りを楽しむ者に人気がある。トヨタ自動車（トヨタマリン）では、最大35フィートまでの自社製プレジャーボートを「ポーナム」ブランドでラインナップしていたが、それ以上の大きさと価格の製品はレクサスブランドとし、高級ヨット市場に参入している。
高いマストと大きな帆を持ち、帆走を主としたものは、基本的に通信機器や快適装備の電源が必要なことや港での取り回しを優先し、小型エンジンとスクリュープロペラを備えた モーターヨット（機帆船。モーターセイラー）であることが多く、日本では「セーリングクルーザー」とも呼ばれる。現代で純粋な帆船はセーリング競技に使用するセーリング・ヨットなど競技用のみである。明確な定義はないが小型船舶免許（日本の小型船舶操縦士相当）で操船できるサイズに納めることが多い。船体とエンジンを製造し内装はデザイン会社が担当する例もある。
サントロペやヴィアレッジョなどヨーロッパのリゾート地にはヨットハーバーが整備されており、船舶の整備・管理を代行する会社も存在するなど、関連事業で市場が形成されている。

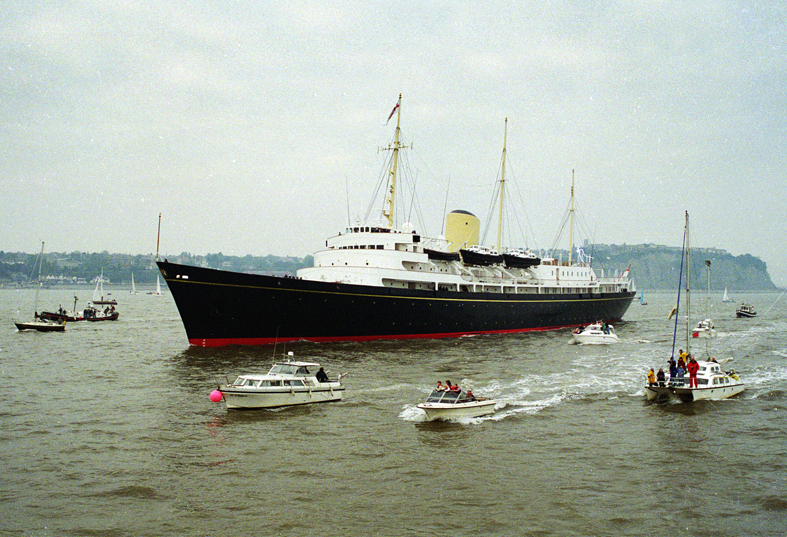
イギリス王室のヨット、HMYブリタニア（英語版）全長126m、5769総トン
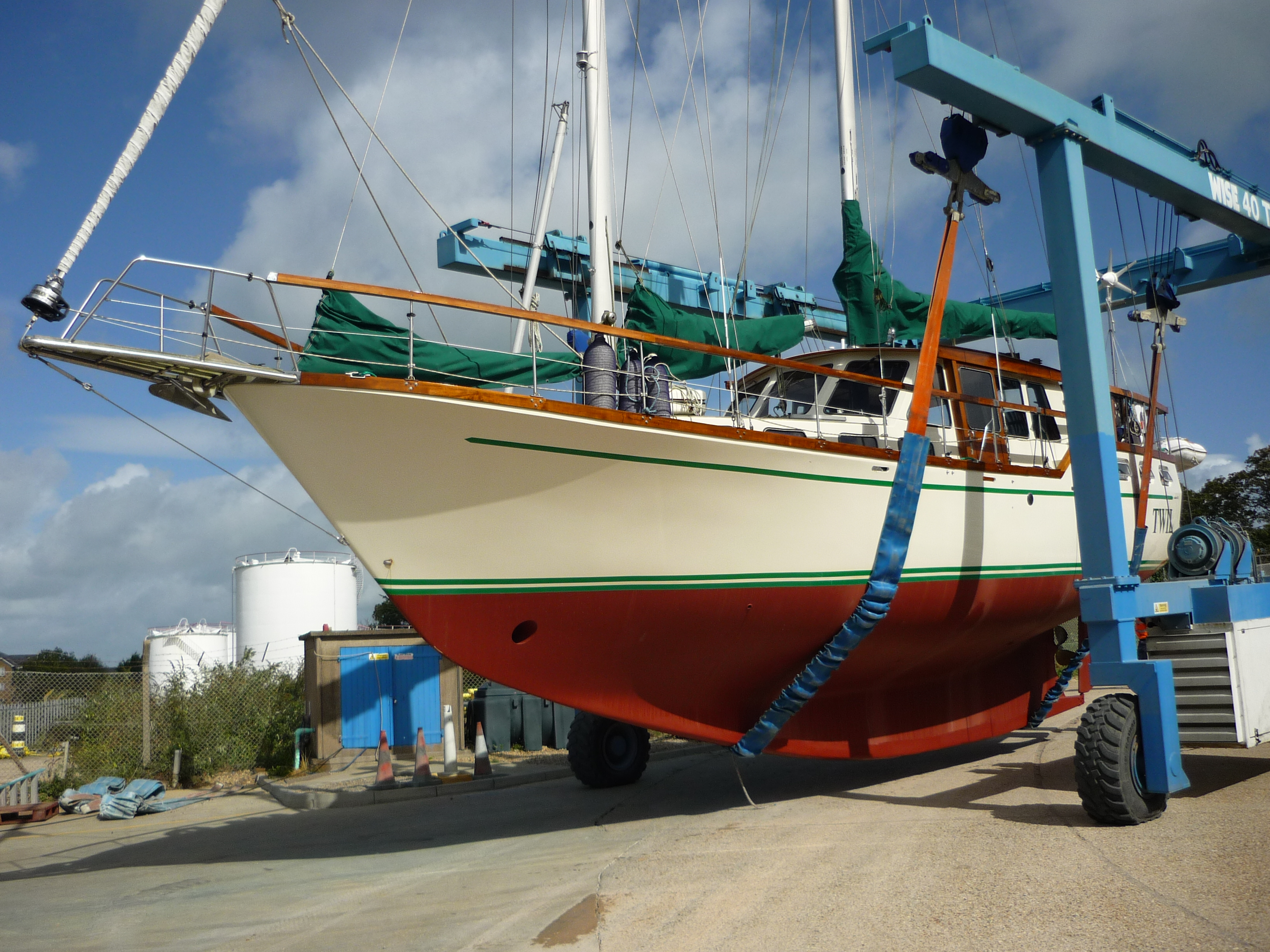
ナウティキャット製の小型モーターヨット『Nauticat 44』
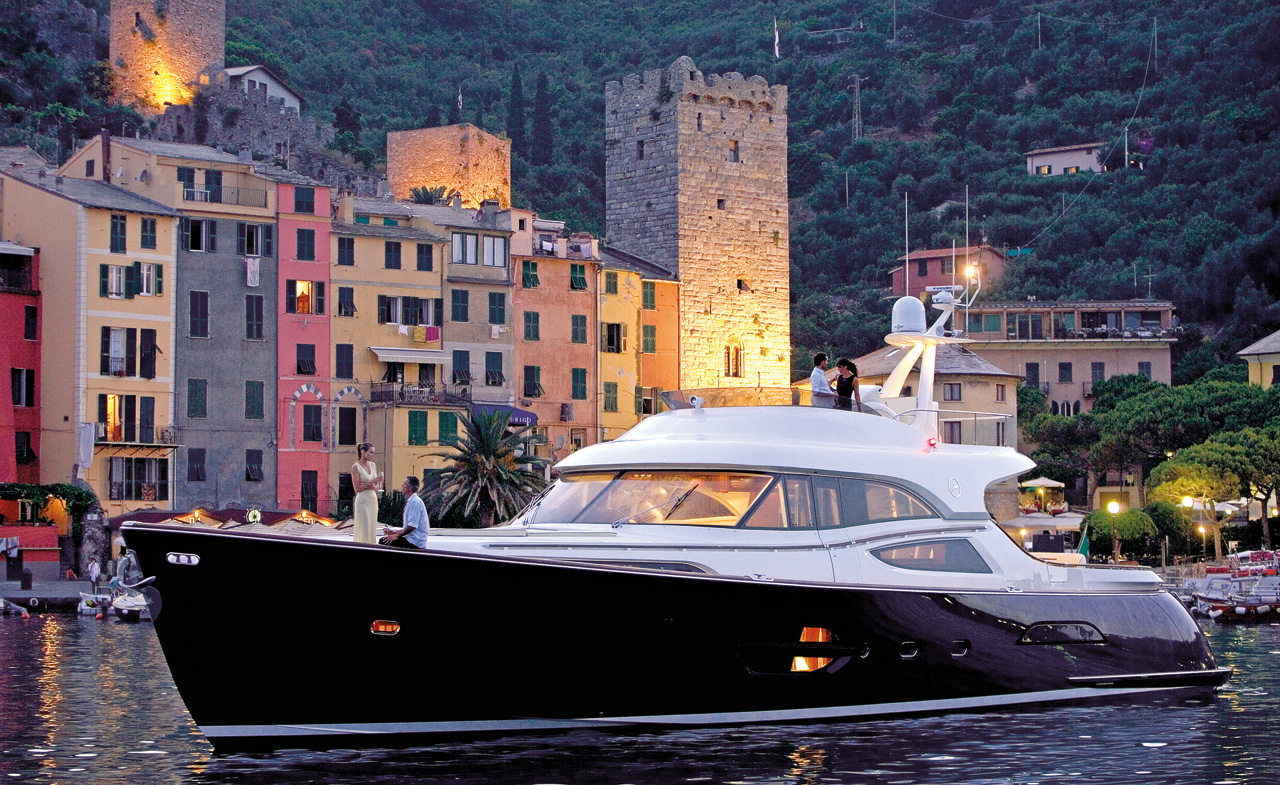
フェレッティのプレジャーボート
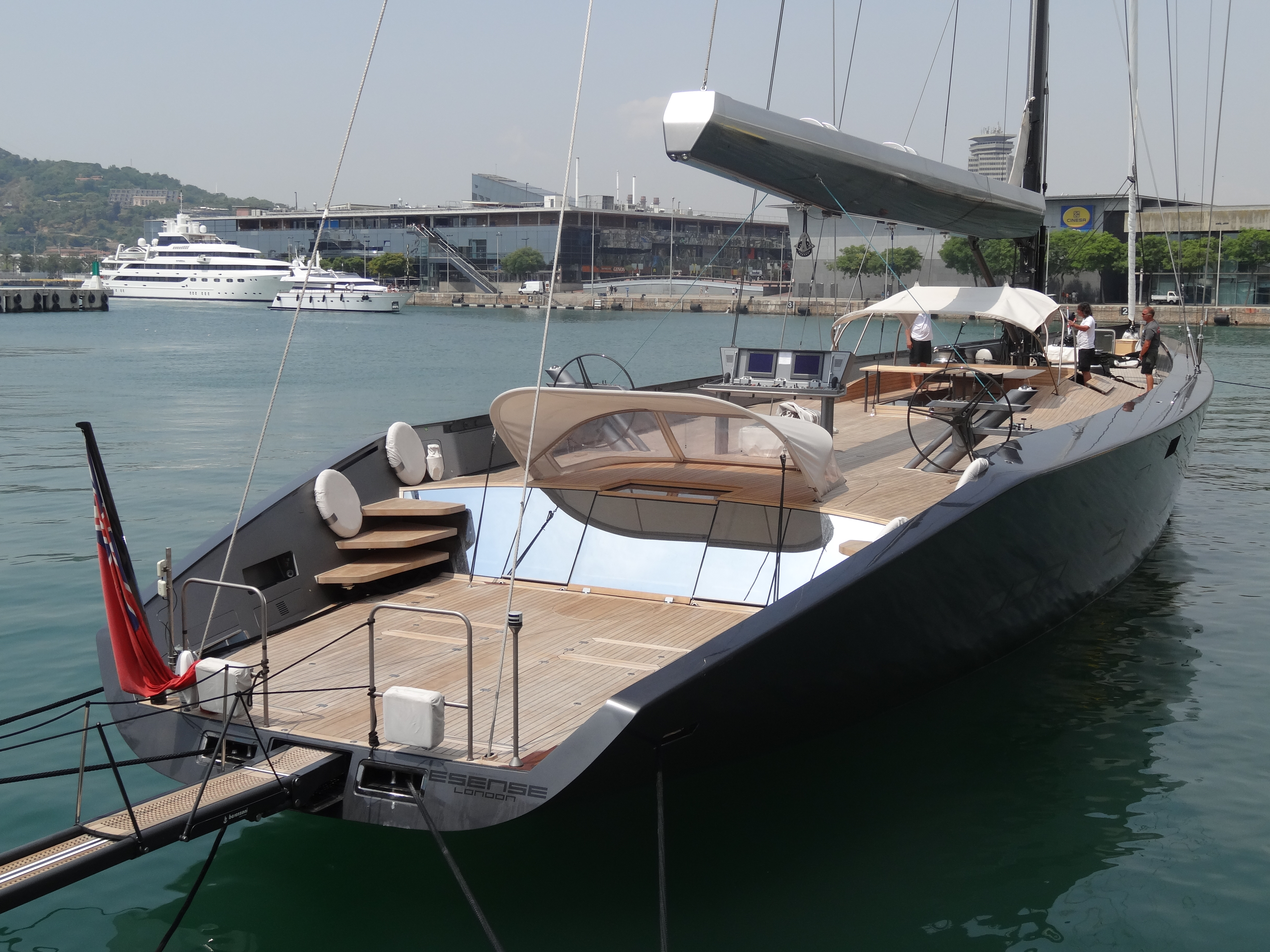
ウォリー・ヨット製のモーターヨット
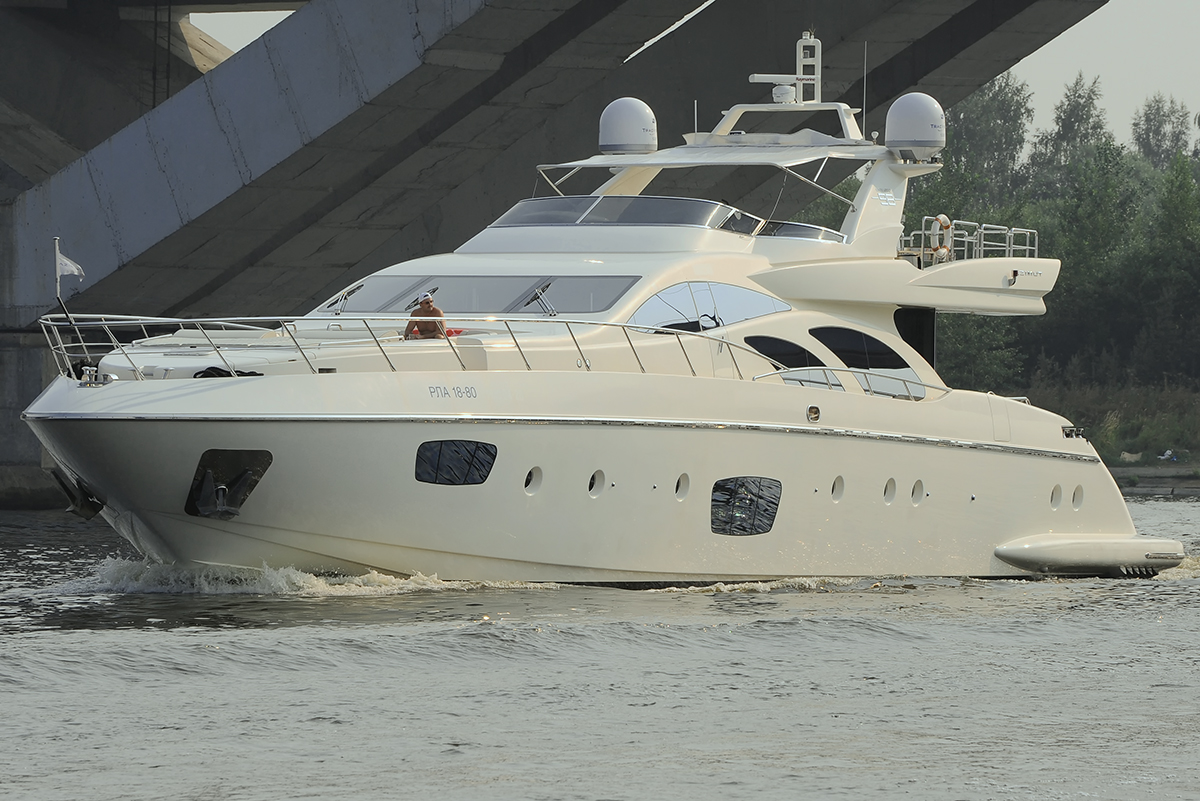
豪華ヨット:Azimut 98 Leonardo

### スーパーヨット
世界的な資産家の中には小型客船並みのスーパーヨット（ラグジュアリーヨット、ギガヨット、メガヨットとも）を所有し世界を周遊する者もおり、プールやジャグジー、ヘリパッドを有するなどクルーズ船並みの装備があるヨットも建造されている。
中型船では船体を規格化し内装のみ注文に応じて変更するセミオーダー形式とすることで価格を抑えたメーカー（コーデカーサなど）が、リゾート地のあるイタリアやフランスに集中している。
全長100m超の船舶では顧客の好みに合わせるためHDW、ブローム・ウント・フォス、ルーセンなどの大型船舶を手がける造船会社が船体を設計・建造し、内装はマーク・ニューソンのようなデザイナーにオーダーメードで依頼されるなどグルーズ客船と同じ手法で製造することもある。
大型船舶には資格を有する船員が複数必要であるため、船員を派遣する会社やメンテナンスを請け負う会社、寄港先での手続きを代行する会社などがあり、市場が形成されている。
資産家のポール・アレンが所有する「オクトパス」は全長126m、9932総トンのサイズにクルーズ船並みの快適装備を備える他、調査用の艦載ヘリや海底を調査する装置を備えた海洋調査船としての機能も有しており、戦艦武蔵の探索を始め、アレンの手がける海洋調査では調査隊の母船として使用されている。
趣味性の高い大型機帆船も資産家の要望で建造されており、オーシャンコのようなオーダーメードで建造するメーカーもある。実業家のアンドレイ・メルニチェンコはフィリップ・スタルクがデザインしたスーパーヨットと大型機帆船を所有している。ジェフ・ベゾスの「Y721」は巨大（全長127m）なため、マストを立てない状態でも製造したオーシャンコの造船所から外洋へ向かう際、運河に架かる歴史的な橋の解体が必要となったことから、住民から批判を浴びた。
日本では寄港の手続きが煩雑であったが、2021年から規制緩和により欧米並みに簡素化された。

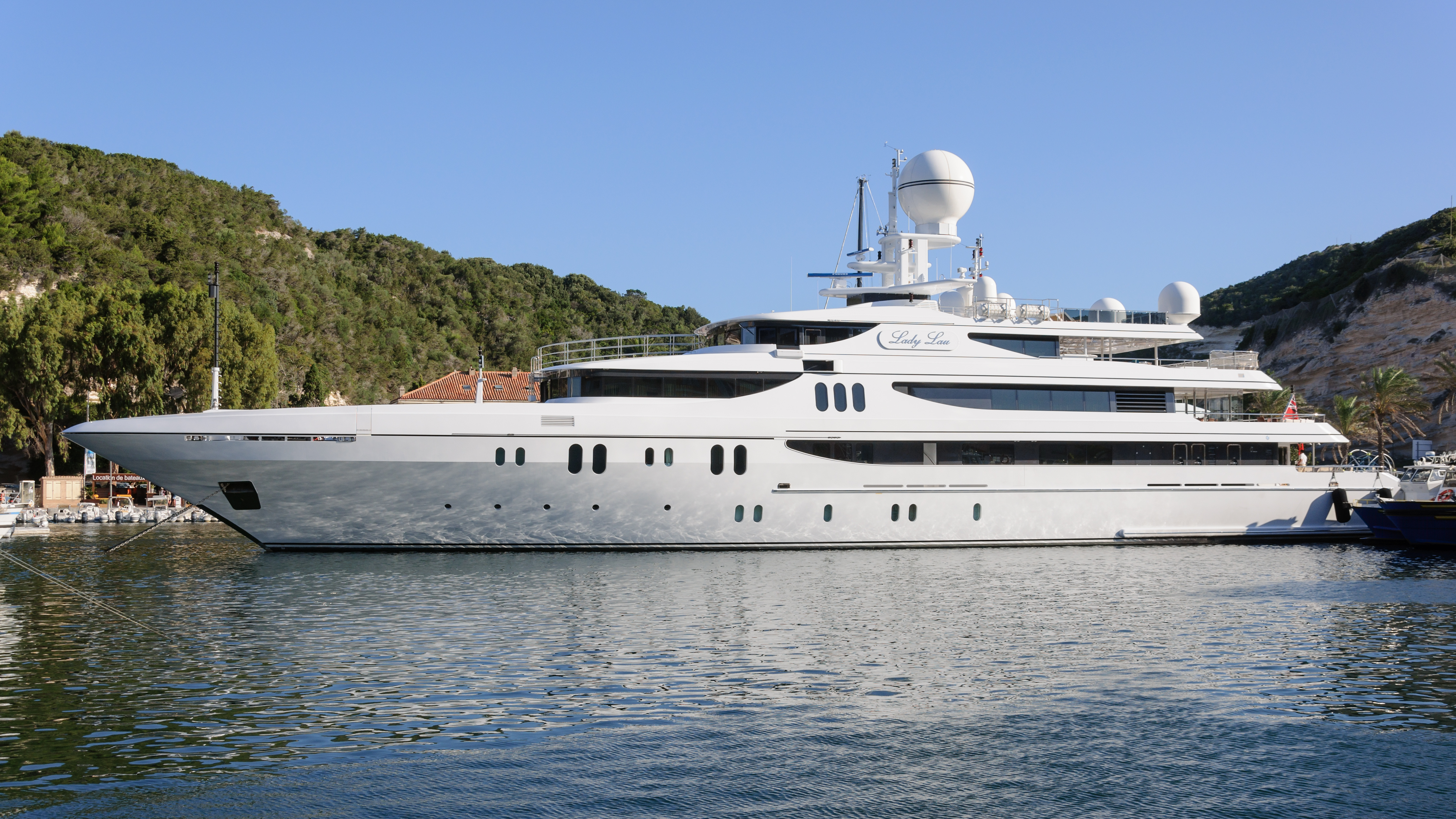
ヴィアレッジョの港に停泊するスーパーヨット（コーデカーサ製）
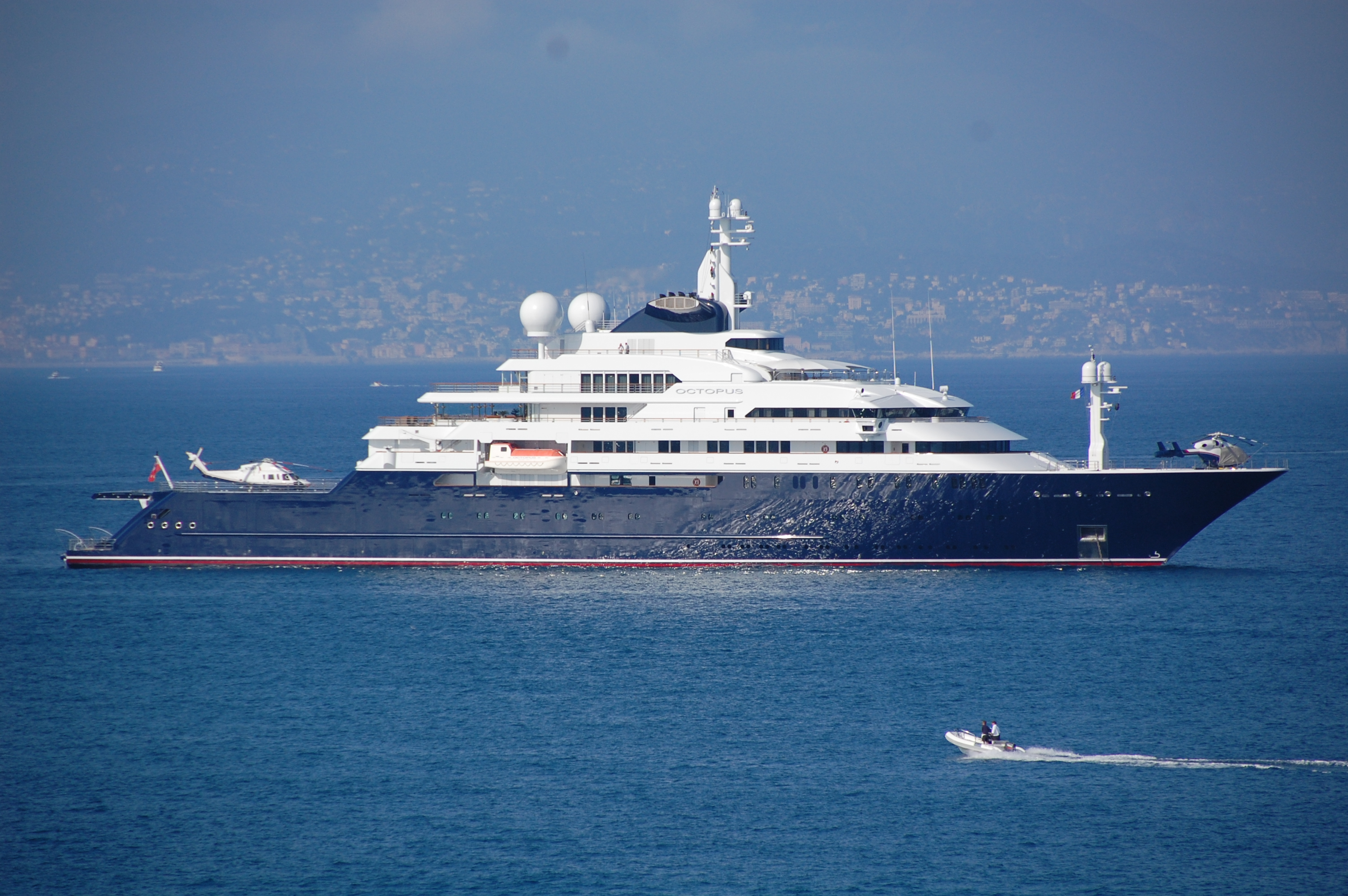
ポール・アレンが所有するオクトパス（HDW製）
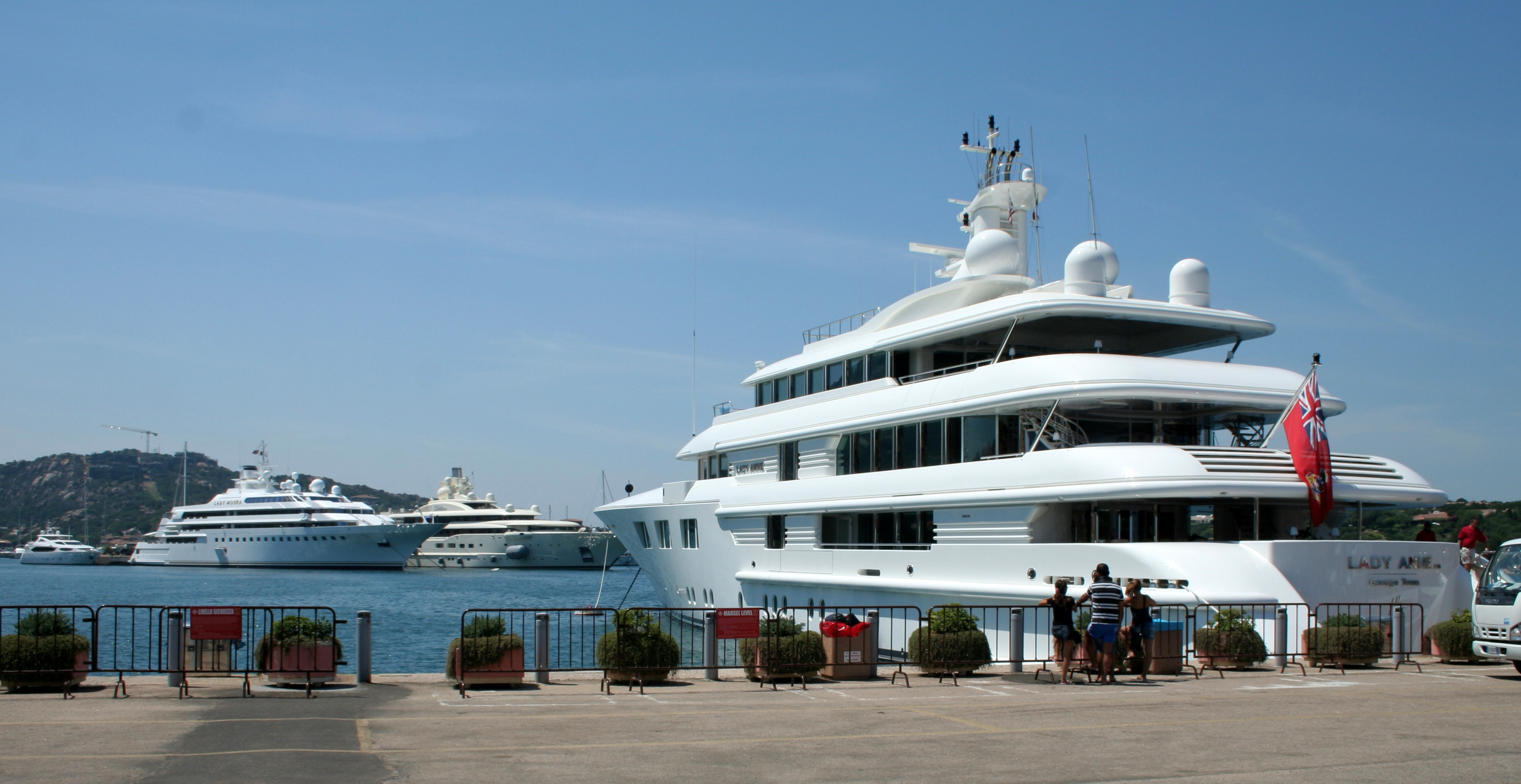
3隻のスーパーヨット(Lady Anne、Lady Moura、Pelorus)
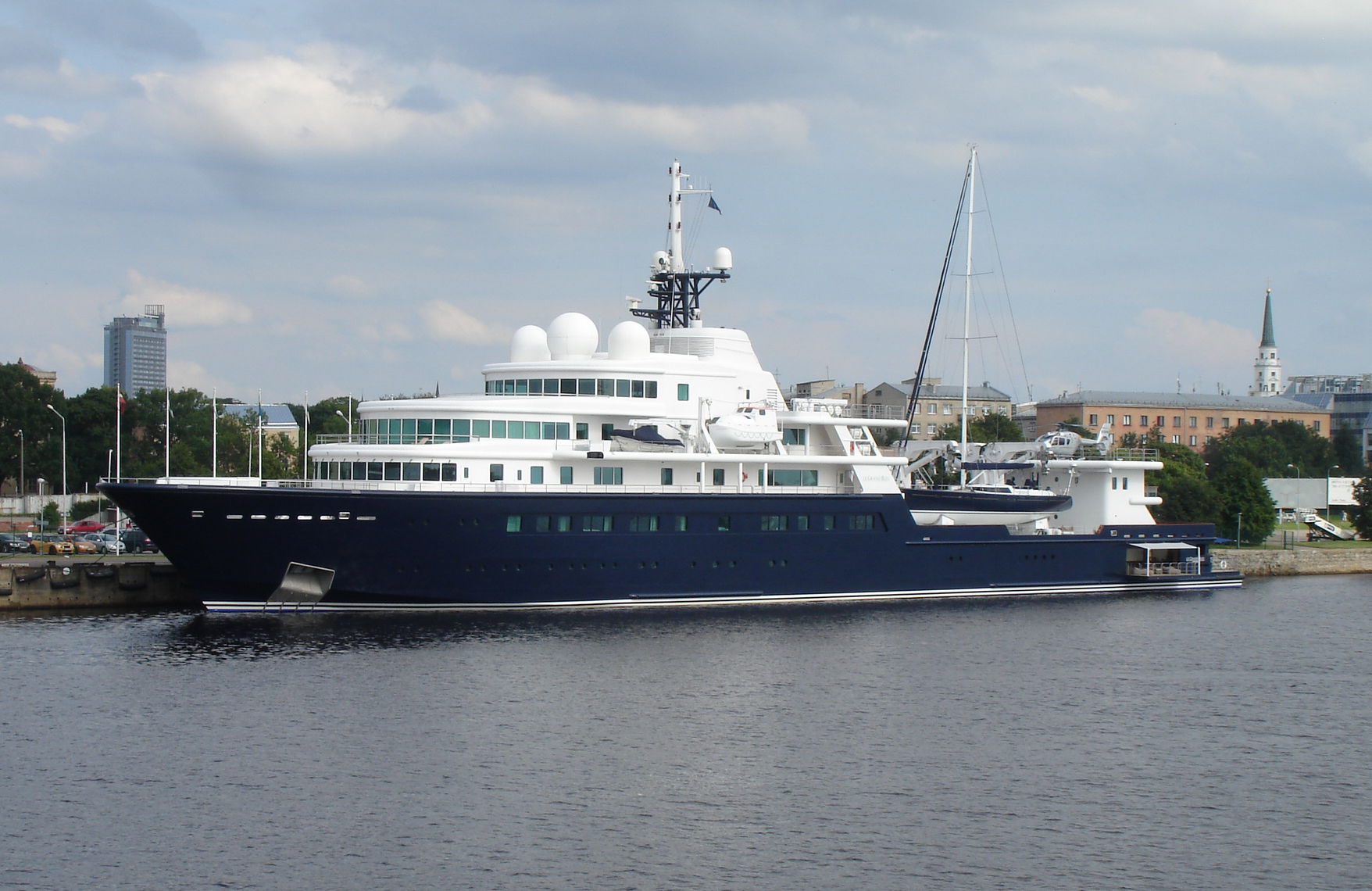
ロマン・アブラモヴィッチが友人のユージン・シュビドラーに贈呈したLe Grand Bleu（ブレーマー・フルカン造船所製）
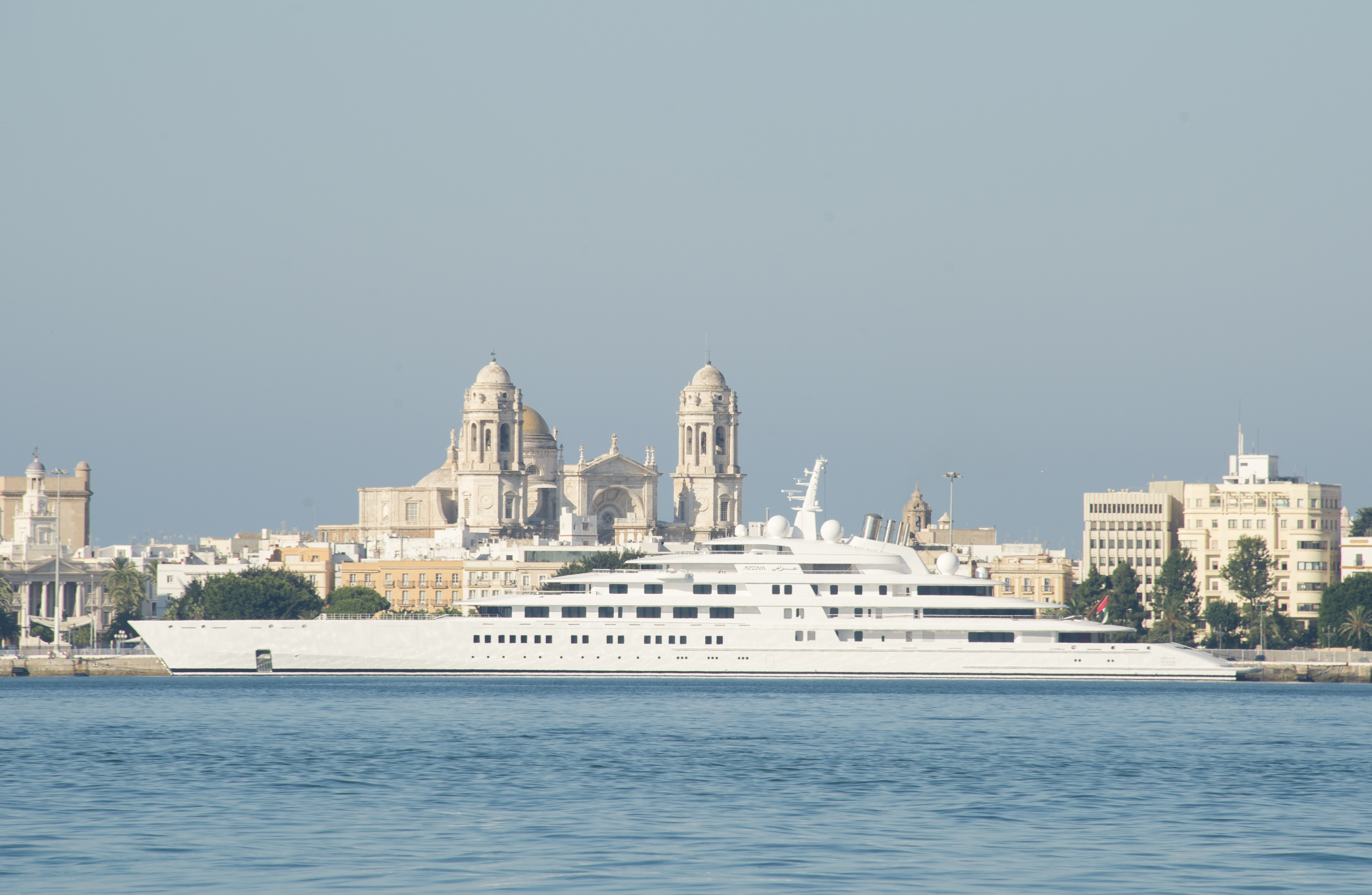
ハリーファ・ビン・ザーイド・アール・ナヒヤーンが所有するAzzam（Lürssen Yachts製）
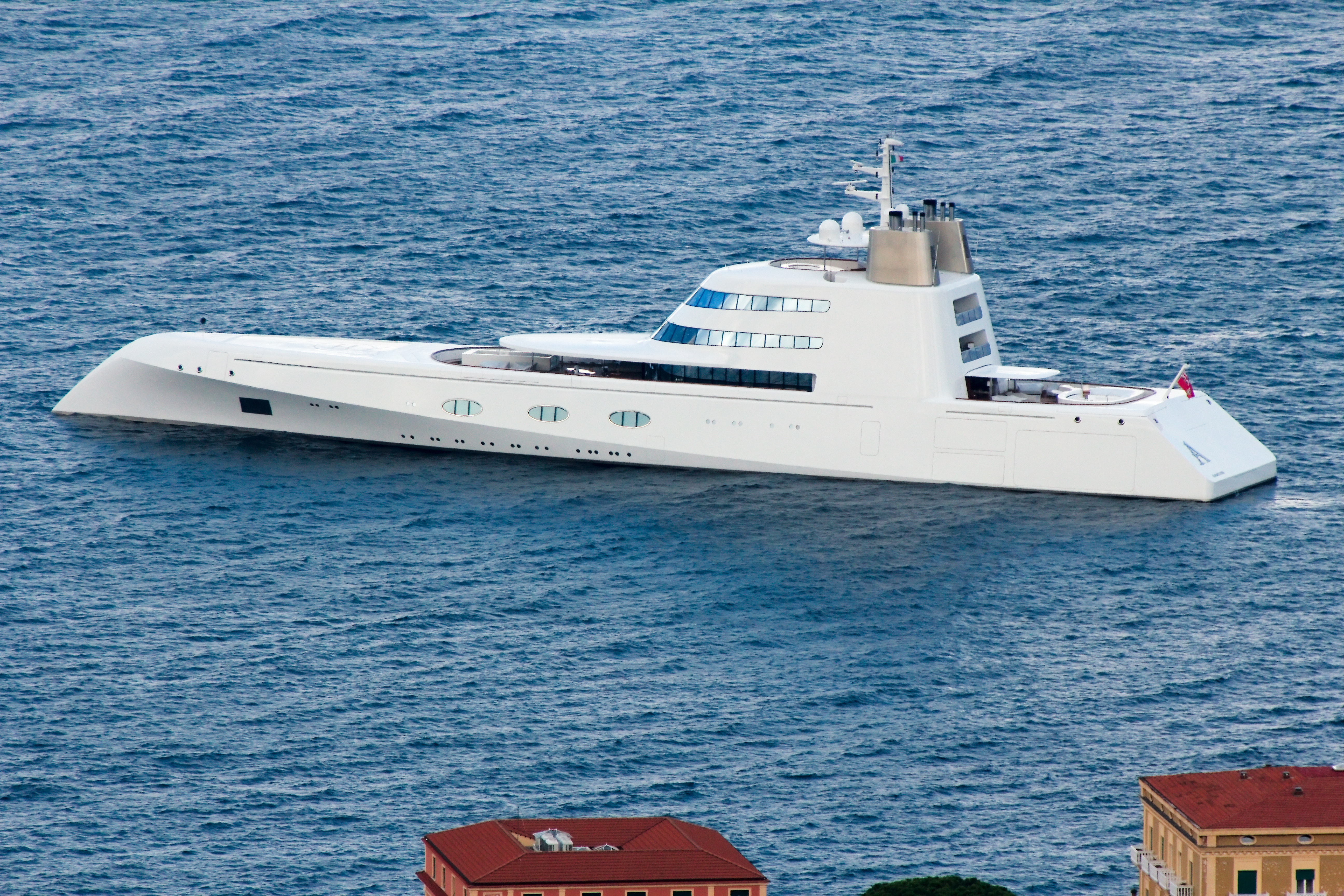
フィリップ・スタルクがデザインしたA （MY A）（ブローム・ウント・フォス製）
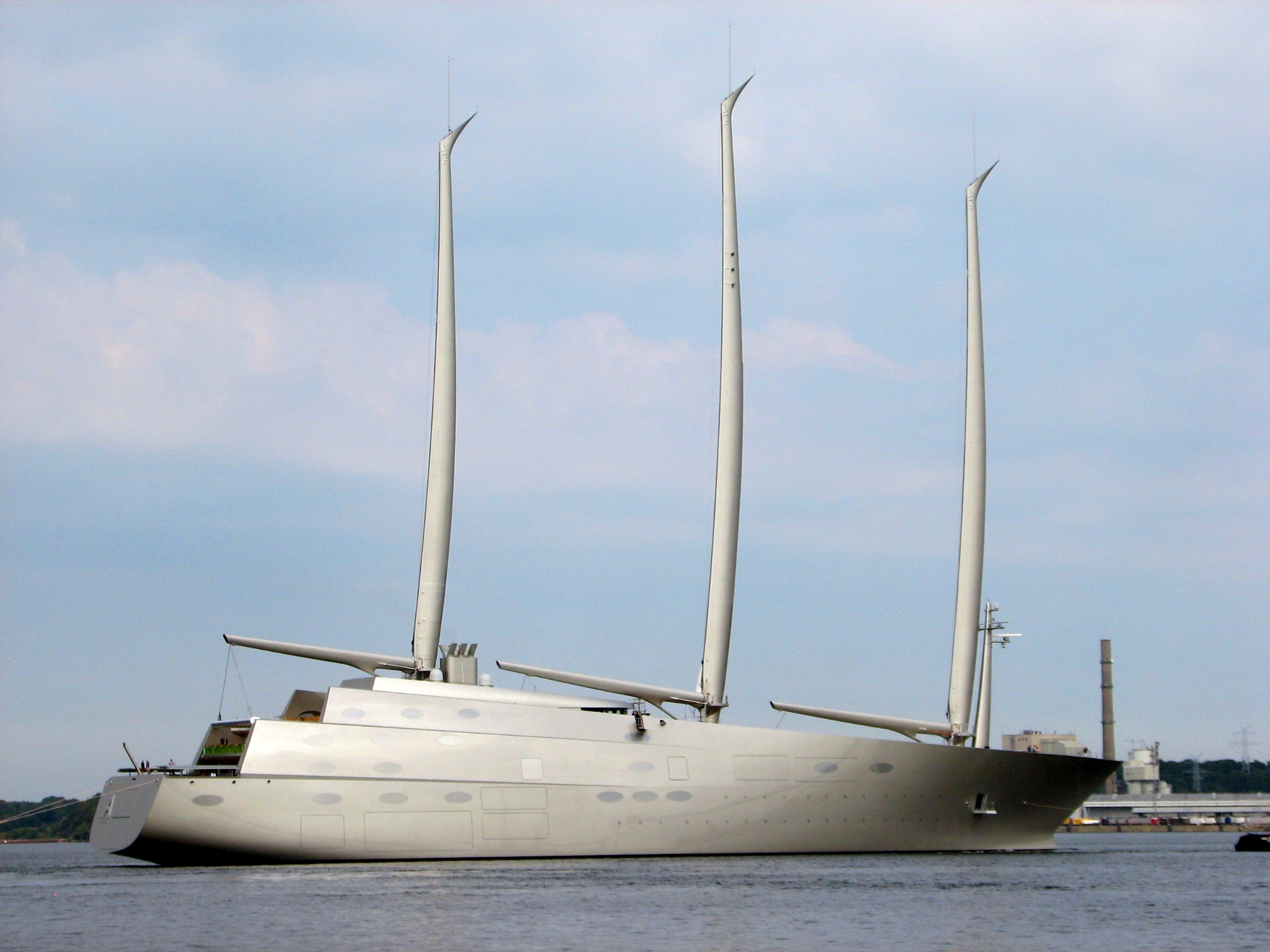
フィリップ・スタルクがデザインした大型セーリングヨット「A」（ノビスクルーク製）

## ヨット（小型の帆船）

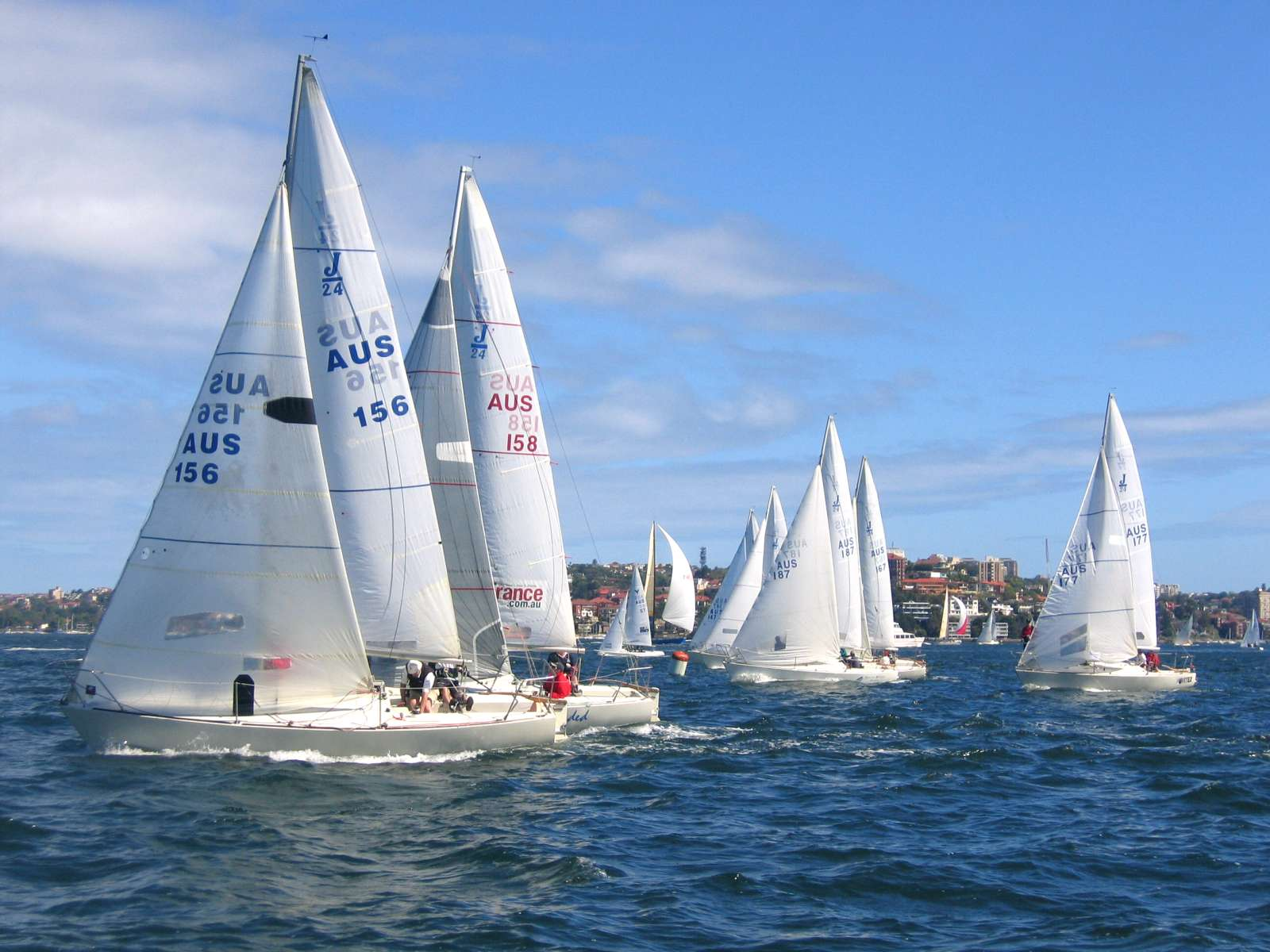
帆船 (sailboat)とヨットレース。シドニー港

日本語で「ヨット」と言う場合は、こちらの意味で用いられていることがほとんどである。この意味でも様々な目的の船体があり、レース用でヒールした場合に体重でバランスをとる必要がある軽量で俊敏な物から、優雅なクルージング用の強い横風でもヒールしにくい安定した物まで様々なものがある。
英語では、帆走ヨット (sailing yacht)、あるいは単に帆船 (sailboat) と呼ぶことが多い。ただし、これらの船艇を使ったレースは yacht race と呼ばれる。ヨットでの航海やヨット競技のことをセーリング（sailing）ともいう。これはヨットがセール（sail：帆）を使って進むからである。
現在、ヨットと分類される船舶は非常に多岐にわたっている。乗員数も一人乗りから10人以上まで様々であり、設備もラダー（舵）、セール（帆）、キール（竜骨）しかないものからキャビン、発動機を完備したものまである。発動機やキャビンのない小型のヨットを「ディンギー」、発動機やキャビンのある大型のヨットを「クルーザー」と呼び分けることがある。
外洋を長期間・長距離に渡って航行することが可能ながら、比較的小型で個人で運用可能であるため、冒険心のある人物による単独での大洋の横断、無寄港での世界一周などが行われている。

## 歴史
ヨットの原型は7世紀頃に発明されたアラブのダウ船である。これは追い風だけしか利用できなかったそれまでの帆船を大きく変え、向かい風でも斜め前方に進むことができる大発明であった。その後、その技術がヨーロッパにも伝わり、ヨットという名称が歴史に初めて登場するのは、14世紀のオランダとされている。当初は、その高速性や俊敏さから海賊を追跡したり、偵察などに用いられるために建造された三角帆を持つ風上にも進行可能な高速帆船で、jaght schip、略して“jaght”と呼ばれていた。
17世紀には金持ちの娯楽としてセーリングが大々的に流行するようになり、スペールヤハトと呼ばれる専用のプレジャーヨットが作られるようになった。
1660年にイギリスで王政復古に成功したチャールズ2世は、オランダより寄贈されたこの乗り物を好み、イギリスの水路事情に合わせ喫水やリーボードの廃止などの改良を施し、発音に基づいた英語として yacht と名前を改めた。これが現在のYachtの語源である。王とその弟ジェイムスは同種の船を12隻建造し、軍用や王室行事などに使用したため、イギリス貴族の間でもプレジャーヨットが流行した。記録に残る最初のヨットレースは、1661年にチャールズ2世とジェイムスがグリニッジ - グレイヴズエンド間で行った競争である。
1720年には、記録に残っている最古のヨットクラブ「コーク・ウォーター・クラブ」がアイルランドに設立された。これは現在の「ロイヤル・コーク・ヨットクラブ」の祖である。
以後、19世紀にかけてヨーロッパ、アメリカの王室や富裕層を中心にヨットを嗜む人が増え、各地にヨットクラブが設立された。18世紀にもアイルランドとイングランドのクラブ同士でレースが行われる事があったが、19世紀になって大掛かりな国際ヨットレースが行われるようになった。
19世紀後半にはディンギーと呼ばれる小型艇のレースも始まり、第一次世界大戦後に盛んになった。当初は参加者がそれぞれに設計したボートで競われていたが、1875年にイギリスで設立されたヨット競技協会(YRA)によって統一的なルールと6段階のクラス分けが制定された。1907年にYRAは国際ヨット競技連盟(IYRU)となり、国際的なレース規則とヨットのサイズなど仕様標準が定められた。また、19世紀末から20世紀にかけてヨットによる冒険航海が流行した。ジョシュア・スローカムは1895年から1898年の3年に渡って、ヨットによる単独世界一周を成し遂げた。今日でもこの種の冒険航海に挑戦するヨットマンは多い。
蒸気エンジン付きのヨットはイギリス人トマス・アシュトン・スミスによって19世紀半ばに初めて作られたが、蒸気エンジンは騒音が酷く扱いが難しいため普及しなかった。その後、19世紀末から富裕層の大型ヨットに装備されるようになり、20世紀にガソリンエンジン、ディーゼルエンジンが普及するにつれ、動力付きのヨットは一般人にも手が届くようになった。第2次世界大戦以後、ヨットの素材に化学繊維やグラスファイバーなど新素材が取り入れられ、ヨットはより安価になり水上スポーツ人口を大幅に増加させた。

### 日本におけるヨットの歴史
日本においては1861年（文久元年）に長崎で英国人船大工が貿易商オルトの注文で建設し、当時の地元新聞で報道された「ファントム号」や、同年、外国人たちが開催したヨットレース「長崎レガッタ」が初めてのものといわれている。また、1882年（明治15年）には横浜の本牧で日本人により初めて建造され、神奈川の葉山で帆走したことから、葉山港には日本ヨット発祥の地と刻まれた碑が建っている。
ヨットクラブは横浜を始め神戸や長崎などに設立された。

## ヨットの動く原理
ヨットを始めとして帆走船は風を利用して動くため、まっすぐ風上の方向（風位）へは進むことができない。しかし、風位に対して最大およそ45度の角度（クローズホールド）までなら進むことができるため、ジグザグにであれば風上へと向かうことができる。進行方向と風上方向との間を成す角度と、理論帆走速度と風速の比を示したものを帆走ポーラー線図（ポーラーダイアグラム）と呼び、性能を示す指標の一つとなる。
この原理は以下の通りである。

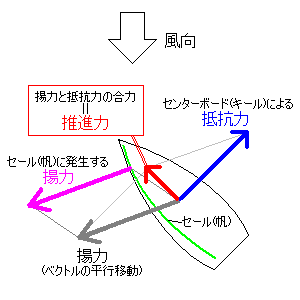
クローズホールド時にヨットに働く力の模式図

図のように、セール（帆）の付近を流れる風によって発生する揚力（船の進行方向に対して斜め前方の向き）のうち進行方向に対して垂直な成分を、キール（竜骨）またはセンターボード（船底の中央から水中に差し込む板）によって打ち消すことにより、進行方向と同じ向きの推進力を得る。更に、セールに発生する揚力に加え、リーウエイする艇のキールへの水流の迎角からも艇を前進する力が発生する。
なお、ヨットにはセールを複数持つものもあるが、図では簡略化するためにセールが1枚のものを描いている。セールが複数ある船では、各セールに発生する揚力の合力を、この図でいう「揚力」とみなせばよい。

## 種類

### ディンギー（主に1人〜2人乗り）
一人乗りから二人乗りのヨットで、比較的見る機会が多いものとしては「FJ級（2人乗り）」「420級（2人乗り）」「シーホッパー級SR（1人乗り）」「スナイプ級（2人乗り）」などが挙げられる。日本では、海沿いの高校、大学でヨット部がある学校などには、大抵はこの3つのクラスの艇が備わっている。また、大学の体育会ヨット部では「470級（2人乗り）」と「スナイプ級（2人乗り）」を所有し、全日本インカレ等が行われる。小・中学生のヨットクラブでは小型の「オプティミスト（OP）級（1人乗り）」で練習を行うところもある。
障がい者も操船できるようにユニバーサルデザインで開発された「ハンザ（ハンザクラス、ハンザディンギー）」という1人～2人乗りのヨットもある。

### クルーザー（主に4人乗り以上）
5人から10人乗り程度のヨットは国内でも比較的見る機会が多い。全長によって、おおまかに以下のように分かれる。
- 小型艇と言われる全長24フィート（約8メートル）程度のヨット。
- 中型艇と言われる全長30フィート（約10メートル）程度のヨット。
- 大型艇と言われる全長40フィート（約13メートル）程度のヨット。

かつて日本にも国産最大手のヤマハをはじめ、多数のメーカーが存在したが、現在では岡崎造船のみ。
設計者としては横山、林、ヴァンデュスタット大橋。
現在は外国メーカーのヨットが主流。
- フランス：ジャヌー、デュフォー、ベネトウ
- ドイツ：デヘラー、ハンゼ、ババリア
- イタリア：ソラリス、スライ、グランドソレイユ
- フィンランド：スワン、バルティック、デゲロ
- スウェーデン：ホルベルグラッシー、ナヤード、アルコナ
- デンマーク：Xヨット
- アメリカ：ヒンクリー、タータン
- その他：Jボート、ナウティキャットなど。

## ヨットレース

ヨットレース（2013年）

### 競技種別
ヨットレースは大きく分けて、湾内や陸が見える程度の沿岸で行うインショア・レースと、陸が見えない外洋で行うオフショア・レースに分けられる。
インショア・レースはブイで構成されたコースを規定の順・回数で周回する形式でディンギーなど1～2人乗りの小型艇が主流。オリンピックのセーリング競技もインショア・レースである。
オフショア・レースはスタート港から出港し、ゴールに指定された港までの所要時間を競うレースで、10人上が乗る大型艇が主流。他にも無寄港や単独など過酷な条件で行う冒険レースなどがある。

### ルール
近代のヨットレースには世界的に統一された規則がある。このルールはレーシングルールオブセーリング（RRS）と呼ばれ、国際セーリング連盟（World Sailing）が管理し、世界各国の国別セーリング連盟とともに運用している。日本を管轄するのはISAFに加盟する日本セーリング連盟（JSAF）である。
一般的なインショア・レースにおけるルールとしては、二等辺三角形や台形の頂点にそれぞれブイ（マーク）を浮かべ、それを反時計回りに回るというものがあり、規定数を周回するまでの順位を競う。公式大会などでは、合計10レース以上を行い、その得点により順位を決する。1位が1点、2位が2点、順位が上位であるほど得点が少なく、全レースで最も得点の低いものが優勝となる。故にリタイアや失格などは高得点になる。
オフショア・レースでは航路は大まかな指定のみで、艇ごとに風や海の状況を読み細かく修正しながらゴールを目指す。
ヨットレースでのルールで最も頻繁に出てくるのは接触に対する予防規定であり、特にヨット同士が接近しやすいインショア・レースでは重要なルールである。国際的な基本ルールであるスターボード艇優先の原則の他にも、その時の状態において優先権がある権利的強者と接触した場合に罰則を受ける権利的弱者が規定されている。その他、細かい点については、国際セーリング競技規則や、各クラスルールによって定められている。
2艇のみで行うレースをマッチレースと呼び、アメリカスカップなどが該当する。
公平を期すため同一規格の艇で行うレースをワンデザイン・クラスと呼び、SailGPなどが該当する。

### 著名なレース
ジ・オーシャンレース
旧名はボルボ・オーシャンレース

アメリカスカップ

ヴァンデ・グローブ
単独無寄港無補給で世界一周に挑戦する冒険レース。

メルボルン=大阪 ダブルハンド ヨットレース
日本とオーストラリアが共催する5500マイル(約10,000km)の二人乗りオフショア・レース。3月下旬にオーストラリアのメルボルン港をスタートし、赤道を越えて日本の大阪港にゴールする太平洋縦回りという珍しいコースを取る。1987年（昭和62年）から4年に一度開催されている。
スバルザカップヨットレース
日本最大級のヨットレース。東京湾を舞台に浦安ディズニーランド沖をスタートし、海ほたるをブイに見立て回って帰ってくるオフショアレース。
毎年海の日の3連休に開催され、前夜祭や陸上イベントなど参加者以外も楽しめるイベントである。
タモリカップ
2008年 - 2018年にかけてタモリが主催していたインショア・レース。日本国内のマリーナ（3～4ヶ所）を巡るツアーレースとなっており、参加艇は最大で200程になる。
参加資格に「愉快な人」が含まれ、クラスカテゴリーが「ぶっちぎりそうな船」や「大会主旨を正しく理解しているか不明な船」など、純粋な競技志向ではなく参加者の交流をメインとした総合イベントである。
主に沼津港（沼津市） 、富山湾（射水市）、福岡市ヨットハーバー・西福岡マリーナ マリノア、横浜ベイサイドマリーナといった会場で開催されていた。
2019年4月、前年の横浜大会を最後に同大会を終了する事を、実行委員会が大会公式サイトにて発表した。これにより、11年の歴史に幕を下ろした。
YBMオープンヨットレース
横浜ベイサイドマリーナ主催で毎年秋に行われるヨットレース。東京湾で定期的に行われる大きなレースの一つ。レース海域はベイサイドマリーナ沖から八景島沖の間の海域。
SailGP
2019年に発足したインショア・レース。国別対抗戦形式。

## 用語
クロースホールド（クローズ）「Closehauled」
風位（風の吹いてくる方向）に対して最大の約45度の角度で航行する（のぼる）こと。その原理については、#ヨットの動く原理の項を参照のこと。
タッキング（タック）「Tacking」
クロースホールドで進んでいるとき、反対向きのクロースホールドまで風上方向へ船の向きを回転させる動作。一瞬だけ風位を向く。風上の方向に目的地がある場合は、ヨットは風上に向かって直進に進むことは不可能であるため、タックを繰り返してジグザグに進みながら向かっていく。
ランニング
船の進行方向のほぼ真後ろから風を受けて進む（くだる）こと。このとき、セール（帆）は船の片側に大きく開いている。完全に真後ろから風を受ける「デッドラン」では失速したり、強風下ではワイルドジャイブ（下記参照）を引き起こしたりする。一般常識としては「順風満帆」という言葉からこの状態が速いと意識されているが、実際は後述の「アビーム」の方がスピードが出る。推進力は船体の速度と風速の差であるため、速度が上がると得られる推進力は低下する。
ジャイブ（ジャイビング）
ランニングに近い角度で進んでいるとき、風下方向へ舟を回し片側に開いているセールを反対側に開くこと。ワイルドジャイブは強風下で船の真後ろから風を受けているときにジャイブ動作をしていないのに勝手にセールが反転する現象である。ワイルドジャイブが起きると船が大きく傾き転覆する事がよくある。映画「白い嵐」では最終的にワイルドジャイブにより船が転覆する。
アビーム「Abeam」
風位に対して90度から風を受けて進むこと。ちょうど船の真横から風を受ける形。ヨットではアビームの状態が最もスピードが出る。いかなる船体の速度でも横風の相対速度は変わらないため、速度が上がっても推進力は変わらない。
チン（沈）
ヨット（ディンギー）が転覆すること。90度横に転覆したものを半沈（ハンチン）、180度完全に転覆したものを完沈（カンチン）と言う。また、陸上に上げて保管中に台風などで横倒しになった場合には陸沈（リクチン）と呼んだりする。
ジブ
メインセールが後ろの帆であるとするならば、前の帆になる小さいセール。正式にはジブセールとは言わない。
スピンネーカー（スピン）「Spinnaker」
メインセール、ジブセールのほか、クローズ以外の角度で航行するときに張ることができる3枚目の非常に軽い帆。1人乗りの船には無い。2人乗りでも、FJ級・470級などにはあるが、スナイプ級などには無い。映画「ウォーターワールド」では海賊から逃げる際に使われた。

スキッパー（ヘルムスマン）「Helmsman」
主に舵取りを担当する人員のこと。艇長。ディンギーではメインセールの操作と舵取りの役割を担う。
クルー 「Crew」
操船に係わる乗員の中でスキッパーでない人員のこと。ディンギーでは主にジブセールおよびスピンネーカーの操作、船の左右の傾き（ヒール）の調整、また海や他艇の状況把握および進路判断の役割を担う。
トラピーズ「Trapeze」
マストの上部から左右にぶら下がっているワイヤー。下端に金属製の輪（トラピーズリング）がついている。クルーが腰の周りに「ハーネス」と呼ばれる金具を装着し、その金具をトラピーズリングに引っかけて外側に体重をかけることで、効率よく船の左右の傾き（ヒール）を打ち消すことができる。クルーがいない1人乗りの船には無い。2人乗りでも、FJ級・470級などにはあるが、スナイプ級などには無くクルーもハイクアウト（下に記述）をとる。また、49erやナクラ17ではスキッパーもハーネスを装着し2人ともトラッピーズに出る。
ハイクアウト「Hikeout」
足首を「フットベルト」と呼ばれるベルトに引っ掛け、臀部から上の体を船の外に出して体重をかけて傾き（ヒール）を打ち消す方法。ディンギーでは1人乗り2人乗りのどちらもで行われる動作ではあるが、FJ級・470級はスキッパーだけが、スナイプ級ではトラピーズがないクルーもこれをとる。上半身の体重がかかる為、腹筋と大腿筋に負担がかかる。
スターボード（スターボ）「Starboard」
右舷。舵取り甲板が進行方向右側だったことに由来。あるいは風を右舷から受けて走る状態（スターボードタック）。レースではスターボ艇がポート艇に対して権利的強者となる。
ポート
左舷。港に横付けする側が進行方向左側だったことに由来。あるいは風を左舷から受けて走る状態（ポートタック）。